# Heliocontia margana
Heliocontia margana là một loài bướm đêm trong họ Noctuidae.